# Dusona anceps
Dusona anceps là một loài tò vò trong họ Ichneumonidae.